# Vermeils (poésie)
Pour les articles homonymes, voir Vermeil (homonymie).
Vermells est un recueil de poésie écrit en catalan par l'écrivain autrichien Klaus Ebner. L'auteur traduisit les poèmes aussi en allemand et publia le livre en édition bilingue chez SetzeVents Editorial à Urús en Catalogne. La traduction française a été publiée par les Éditions Les Hauts-Fonds en 2014.

## Synopsis
Conformément au titre, l'ouvrage présente des réflexions lyriques autour de la couleur vermeille. Des références ou des allusions au rouge, au sang, à l'aurore et bien sûr à l'amour. Par conséquent la critique de la poétesse catalane Marta Pérez i Sierra s'intitule Le feu, le sang, l'amour. L'exemple ci-bas illustre la manière de laquelle l'auteur adresse la notion de la couleur :
« le vin de jadis

verre vermeil

la grande gorgée

de l'oubli »
Les poèmes n'ont ni titre ni ponctuation. La lecture peut donc être difficile selon Marta Pérez i Sierra, mai elle continue : « (…) poèmes courts desquels chacun, en tant que sentiment, brûle, ils paraissent indépendants l'un de l'autre, mais ensemble ils constituent le feu. »
Les poèmes sont très courts, ce que l'écrivain Josep Navarro Santaeulàlia souligna dans la préface du livre : « Le poète Klaus Ebner aime les poèmes aux vers courts dans lesquels le mot, restreint par un espace limité, semble être obligé d'ouvrir tout son éventail de significations. » Les vers s'enchaînent de façon que chaque premier vers répète un mot déjà utilisé dans le dernier vers du poème précédent. De la même manière, le dernier poème se noue au premier de l'ouvrage et insinue un cercle.
Le livre collectionne quatre-vingt-cinq poèmes dont cinq représentent des poèmes en prose mais toujours sans aucune ponctuation. Par exemple :
« La question plus tangible le privilège aveugle malgré la cure méticuleuse une idée surgit en mille méandres aigre-douce austère sa consistance est un casse-tête des pluies de la discipline mal entendue un prodige très solemne des répliques contradictoires pleuvent sur un champ rempli de coquelicots le matin et le soir prend une feuille le poète »
Le cycle de poèmes est précédé de citations des poètes romains Ennius, Catulle et Ovide. Le critique et écrivain autrichien Wolfgang Ratz y reconnaît une référence aux racines de la langue catalane. D'ailleurs, le lecteur trouve le mot « genèse » au début du premier poème ainsi qu'à la fin du dernier. Allusion et sens symbolique-mystique de la couleur vermeille. Ratz raisonne que le feu et le sang évoquent destruction et vitalité, mort et naissance. Cependant, la manière d'employer le mot « genèse » révèle aussi la structure symétrique de l'ouvrage entier.

## Critique et genèse
Aux Pays Catalans, la publication de Vermells attira une certaine attention médiatique. Le livre est une édition bilingue. C'est l'auteur lui-même qui traduisit les poèmes en sa langue maternelle allemande. Les critiques autrichiens Martin Dragosits et Wolfgang Ratz prennent ce fait pour une curiosité. Ebner expliqua sa production littéraire en catalan ainsi : « En catalan, j'écris tout librement et non pas animé par le raisonnement. » En outre, il confirme l'influence essentielle de l'émotion : « La plupart de mes poèmes englobent un sentiment ou une mêlée de sentiments - et j'espère que le lecteur pourra les éprouver également. »
Lorsque Marta Pérez i Sierra parle de l'enchaînement des textes poétiques, elle compare chaque poème avec un maillon. Les mots répétés unissent et révèlent « les nombreuses connotations que la couleur vermeille offre pour le poète. » Selon la poétesse, le rythme et la mélodie des vers dessinent une image.
Lors d'une interview menée par Ramon Texidó, ce dernier voulait apprendre de l'auteur où il trouve son inspiration poétique. Klaus Ebner répondit : « En moi-même. Peut-être ça vous paraît un peu étrange ou même fat, mais quand j'écris un poème, il me semble qu'il y a une sorte de voix en moi que me dicte ce que je dois écrire. Bien sûr mes poèmes reflètent mes propres expériences ; cependant, celles-ci pourraient dater d'il y a dix ou vingt ans. Elles s'entremêlent, et ensemble avec un sentiment particulier elles forgent le poème que je suis en train d'écrire. Peut-être faut-il mentionner dans ce contexte que j'écris les poèmes toujours à la main, avec un crayon ou un stylo, tandis que j'écris la prose directement au clavier de mon ordinateur. »
À l'égard de la traduction en allemand, Wolfgang Ratz indique que dû à l'ordre des mots en allemand Ebner ne pouvait pas toujours respecter le principe de répéter le dernier mot d'un poème au début du suivant. D'autre part il ajoute que la traduction allemande se lirait comme un original.

## Éditions de l'ouvrage
- Klaus Ebner, Vermeils, livre broché, traduction: Vincent Ozanam, Éditions Les Hauts-Fonds, Brest, 2014  (ISBN 978-2-919171-09-5)
- (ca + de) Klaus Ebner, Vermells [« Vermeils »], livre broché, SetzeVents Editorial, Urús, 2009  (ISBN 978-84-92555-10-9)
- (ca + de) Klaus Ebner, Vermells [« Vermeils »], livre numérique, SetzeVents Editorial, Urús, 2009  (ISBN 978-84-92555-30-7)